# ХТ-134

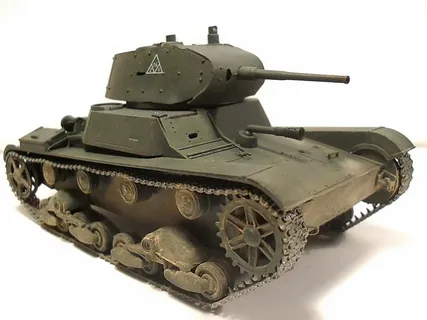

ХТ-134 — советский химический (огнемётный) танк, созданный на основе лёгкого танка Т-26. Последняя модификация танков данного семейства.

## История
Развитие огнеметных танков, созданных на основе Т-26, завершилось созданием модификации ХТ-134. Наиболее существенным недостатком огнемётных машин предыдущих вариантов начиная с ХТ-26, кроме их слабой брони, было отсутствие пушечного вооружения. Это практически полностью исключало возможность эффективной борьбы с бронетехникой противника. Чтобы исправить эту недоработку, конструкторский коллектив завода №174 разработал на базе Т-26 образца 1939 г. новый вариант танка, на котором пневматический огнемёт устанавливался в верхнем лобовом листе корпуса. Основное вооружение легкого танка при этом сохранили.  В верхнем лобовом листе корпуса огнемёт КС-25, а в кормовой части подбашенной коробки бак с огнесмесью. Основное вооружение — 45-мм пушка 20К и 7,62-мм пулемёт ДТ — остались в танке, а для более эффективной защиты на башню и подбашенную коробку поставлены дополнительные 30-мм броневые экраны, которые защищали от снарядов калибром 20 и 37 мм.
Огнемётное оборудование располагалось в боевом отделении и отделении управления, слева от механика-водителя. Ёмкость баков с огнесмесью — 140 л, причём один бак размещался внутри корпуса танка, а другой — снаружи, на кормовом листе подбашенной коробки. Брандспойт огнемёта был установлен в шаровой опоре слева от механика-водителя в верхнем переднем листе корпуса. Дальность огнеметания — 50 м. В минуту можно было сделать от 15 до 18 выстрелов.
Переделка из линейных Т-26 двух образцов была завершена в январе 1940, и уже спустя несколько недель оба танка были отправлены на фронт в Финляндию, где их передали в 210-й химический танковый батальон и они участвовали в боях, в которых один из них был подбит. Опыт боевого применения новых огнемётных танков был вполне положительным, однако радиус поражения огнемёта составлял около 50 метров и считался недостаточным . Тем не менее, танки так и не поступили в серийное производство: АБТУ посчитало более приоритетной работу по модернизации уже существующих огнемётных машин.
Оба образца весной 1941 года находились в Московском военном округе. Однако к началу войны один ХТ-134 уже числился в 23-й танковой дивизии 12-го мехкорпуса в Прибалтике. Точных данных об использовании танков нет.